# واين راسيل
واين راسيل (بالإنجليزية: Wayne Russell)‏ (29 نوفمبر 1967 بكارديف في المملكة المتحدة - ) هو لاعب كرة قدم بريطاني في مركز حراسة المرمى. لعب مع ديري سيتي وغلينتوران ونادي بوهيميان ونادي بيرنلي وووترفورد يونايتد وEbbw Vale F.C. ‏.

## وصلات خارجية
- واين راسيل على موقع قاعدة بيانات كرة القدم.إي يو (الإنجليزية)